# Paul de Barras
Paul-François-Jean-Nicolas, vikomt de Barras (30. června 1755, Fox-Amphoux – 29. ledna 1829, Chaillot) byl francouzský politik a nejvlivnější člen Direktoria.

## Život
Narodil se roku 1755 ve Fox-Amphoux jako potomek jedné z nejstarších šlechtických rodin v Provenci. Vstoupil do královské armády a sloužil v zámoří (Ille de France, Pondichery). V roce 1783 se vrátil zpět do Francie v hodnosti kapitána a odešel do civilu. Žil pak v Paříži životem bonvivána. Zcela náhodou se účastnil pádu Bastilly a jeho milenka zpěvačka Sophia Arnauld jej seznámila s Mirabeauem, ten ho uvedl do politiky. Byl zvolen do Konventu, kde se připojil roku 1792 k Hoře a hlasoval pro popravu Ludvíka XVI. Jako člen Výboru pro veřejné blaho se roku 1794 podílel spolu s Tallienem a Fouchéem rozhodujícím způsobem na pádu Robespierra a jeho druhů a stal se předsedou Konventu. Byl znám svou zkorumpovaností a úplatností. Roku 1795 byl v čele státu jako člen Direktoria (5 direktorů), kde byl nejvýraznější osobností. Po státním převratu 18. fructidoru roku V (4. září 1797) převzal v Direktoriu moc triumvirát: Barras, Louis Marie de La Revelliere-Lepeaux a Jean–Francois Reubell.
Barras často střídal milenky, jednou z nich byla Joséphine de Beauharnais, pozdější manželka Napoleona Bonaparta. V době royalistického povstání v Paříži roku 1795 ve svízelné, téměř bezvýchodné situaci ohrožení vlády pověřil Barras neznámého generála Bonaparta velením nad jednotkami věrnými vládě. Generál Bonaparte povstání brutálně, ale profesionálně dokonale potlačil. Bonaparte se dvořil Josephině, ta ale váhala si vzít neznámého generála, mj. i z důvodu, že byla o šest let starší než on. Barras ji velmi přemlouval, aby se za generála vdala, protože z ní chtěl mít na perspektivního generála vlivný kontakt. Prosadil i jmenování generála Bonaparta velitelem Italské armády (1796) a později také prosadil egyptskou výpravu (1798). Státní převrat 18. brumairu VIII (9. listopadu 1799) přinutil Barrase k odstoupení a poté, co ho Napoleon z Francie vypověděl, žil v Belgii a později v Římě. Navrátil se do Francie až po pádu Napoleonově. Koncem života uveřejnil v Chaillot své Paměti (Memoires). Je pohřben na pařížském hřbitově Pere-Lachaise.